# لن یاسترمسکی
لن یاسترمسکی (انگلیسی: Lenn Jastremski؛ زادهٔ ۲۴ ژانویهٔ ۲۰۰۱) بازیکن فوتبال است.

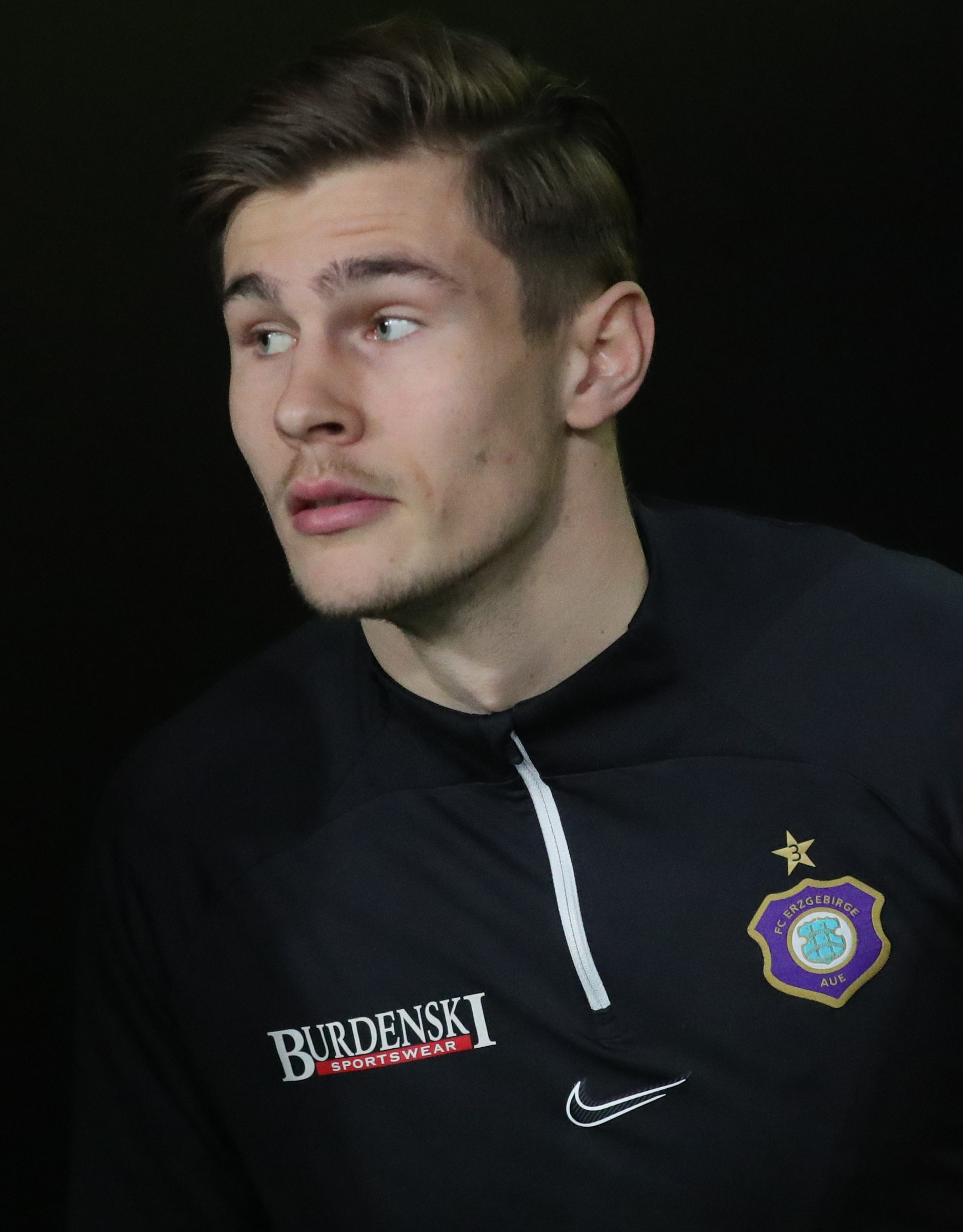
لن یاسترمسکی در سال ۲۰۲۲

وی همچنین در تیم‌های ملی فوتبال جوانان آلمان، جوانان آلمان، و زیر ۲۰ سال آلمان بازی کرده‌است.